# Typhlopidae
Famille
Les Typhlopidae sont une famille de serpents. Elle a été créée par Blasius Merrem en 1820.

## Répartition
Les espèces de cette famille se rencontrent dans les régions tropicales  d'Afrique, d'Asie, d'Océanie et d'Amérique.

## Description
Ce sont des serpents aveugles dont toutes les écailles sont identiques. Ils sont de la taille et de la longueur d'un crayon, ce qui a valu à nombre d'entre eux l'appellation de « serpent-minute » en référence au latin minutus qui veut dire petit. 
Ces serpents fouisseurs ont une écaille qui surplombe la bouche pour former une espèce de pelle leur permettant de creuser l'humus du sol. Les yeux sont couverts d'écailles et on ne trouve des dents que sur la mâchoire supérieure. La queue se termine par une écaille cornée. La plupart des espèces sont ovipares. Ils sont inoffensifs pour l'homme.
Ces serpents illustrent une certaine convergence évolutive avec les vers de terre (ainsi que les amphisbènes et cécilies) en matière de mode de vie (mais pas d'alimentation). La ressemblance entre ces deux groupes d'animaux peut donc être prononcée, et elle est même suggérée dans le nom de certaines espèces comme Xerotyphlops vermicularis.

## Liste des sous-familles et genres
Selon The Reptile Database (3 mai 2016) :
- sous-famille des Afrotyphlopinae Hedges, Marion, Lipp, Marin & Vidal, 2014
  - genre Afrotyphlops Broadley & Wallach, 2009
  - genre Grypotyphlops Peters, 1881
  - genre Letheobia Cope, 1869
  - genre Rhinotyphlops Fitzinger, 1843
- sous-famille des Asiatyphlopinae Hedges, Marion, Lipp, Marin & Vidal, 2014
  - genre Acutotyphlops Wallach, 1995
  - genre Anilios Gray, 1845
  - genre Argyrophis Gray, 1845
  - genre Cyclotyphlops Bosch & Ineich, 1994
  - genre Indotyphlops Hedges, Marion, Lipp, Marin & Vidal, 2014
  - genre Malayotyphlops Hedges, Marion, Lipp, Marin & Vidal, 2014
  - genre Ramphotyphlops Fitzinger, 1843
  - genre Xerotyphlops Hedges, Marion, Lipp, Marin & Vidal, 2014
- sous-famille des Madatyphlopinae Hedges, Marion, Lipp, Marin & Vidal, 2014
  - genre Lemuriatyphlops Pyron & Wallach, 2014
  - genre Madatyphlops Hedges, Marion, Lipp, Marin & Vidal, 2014
- sous-famille des Typhlopinae Merrem, 1820
  - genre Amerotyphlops Hedges, Marion, Lipp, Marin & Vidal, 2014
  - genre Typhlops Oppel, 1811

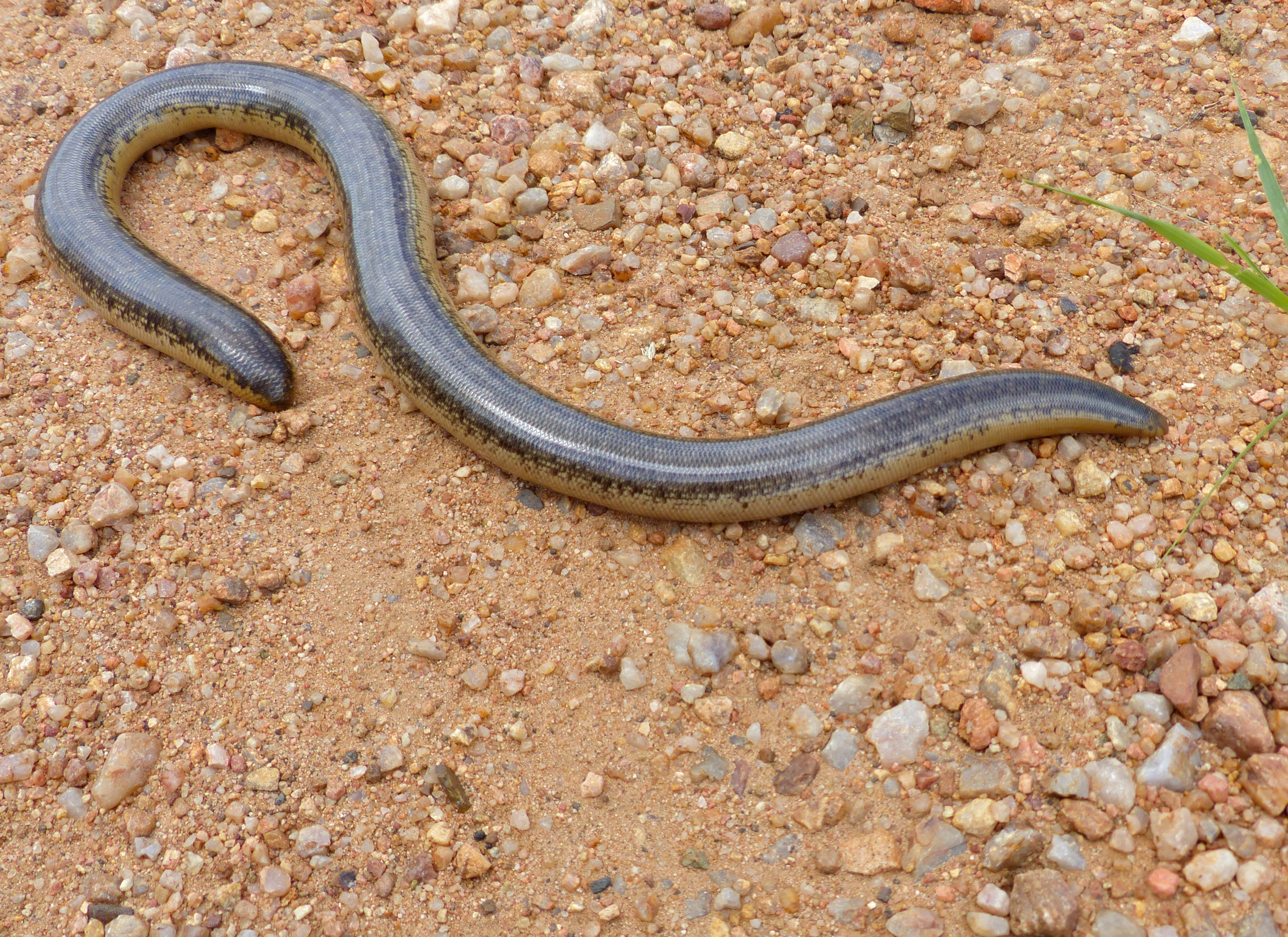
Afrotyphlops schlegelii
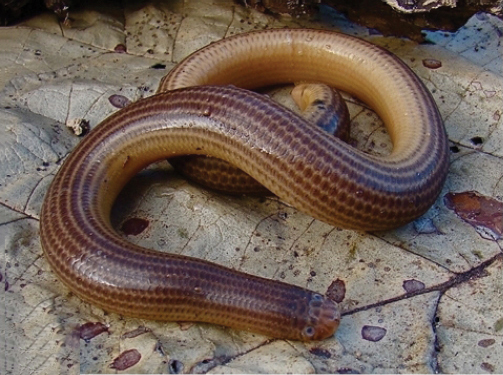
Amerotyphlops brongersmianus
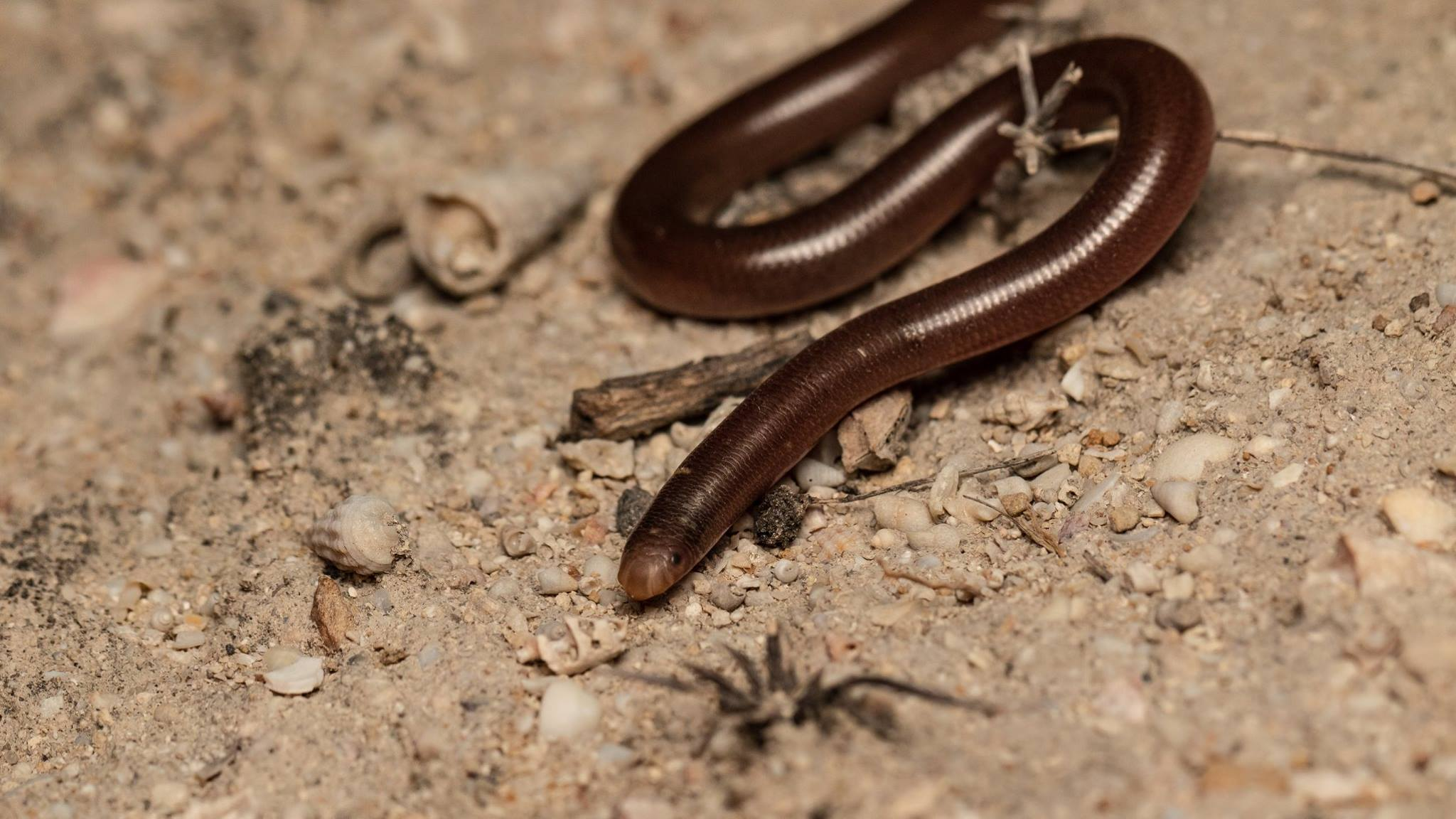
Anilios bituberculatus
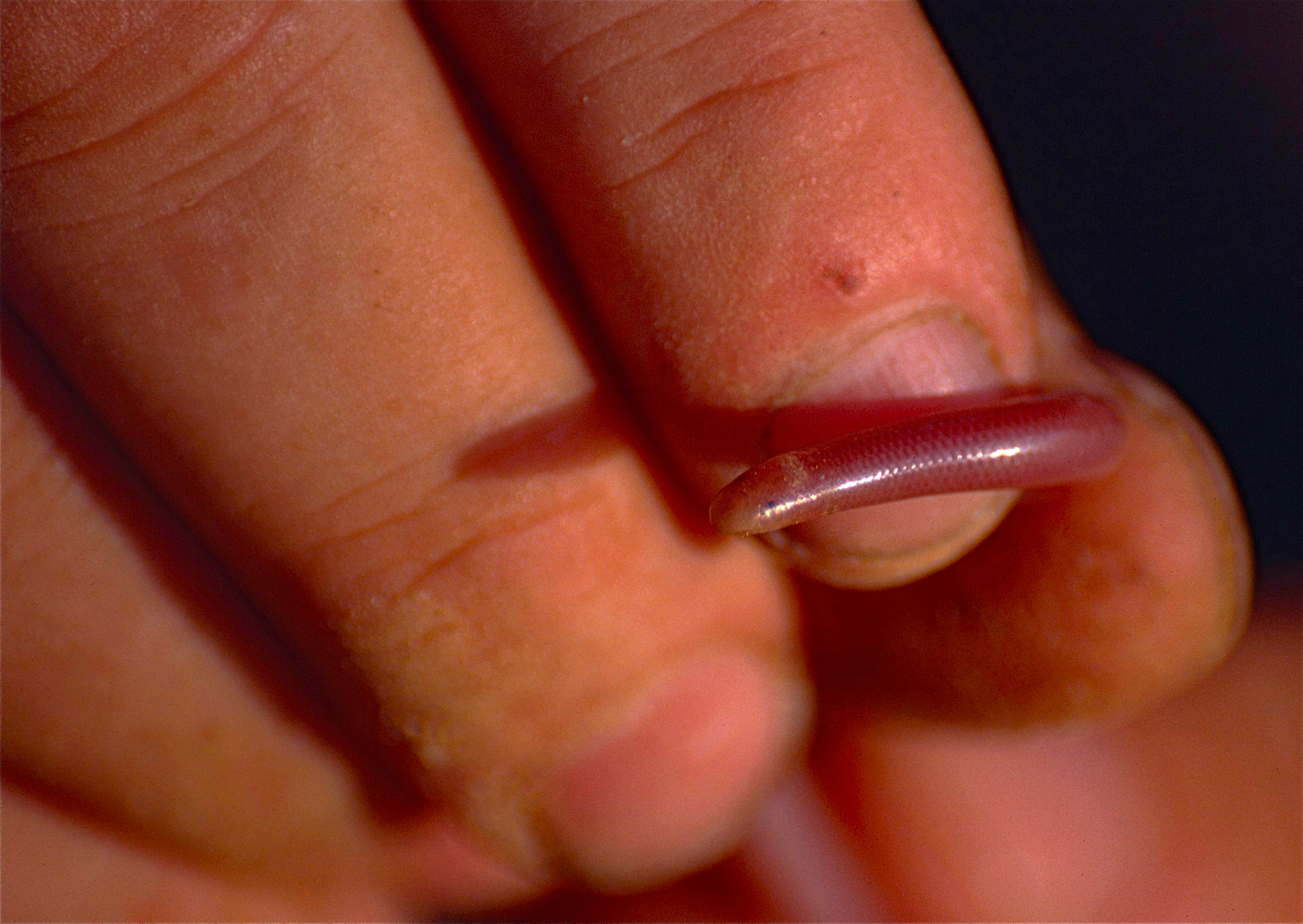
Madatyphlops arenarius
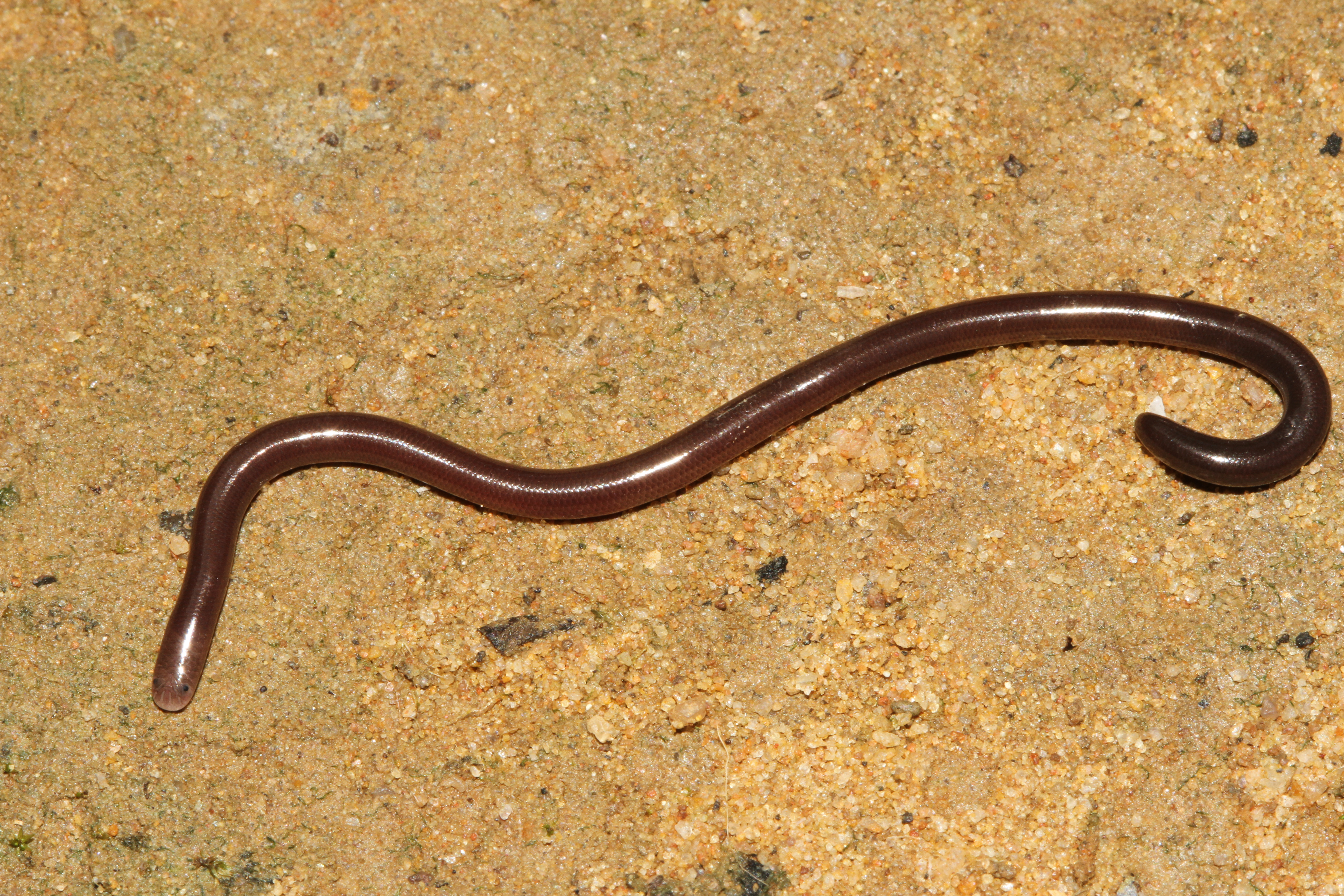
Ramphotyphlops braminus
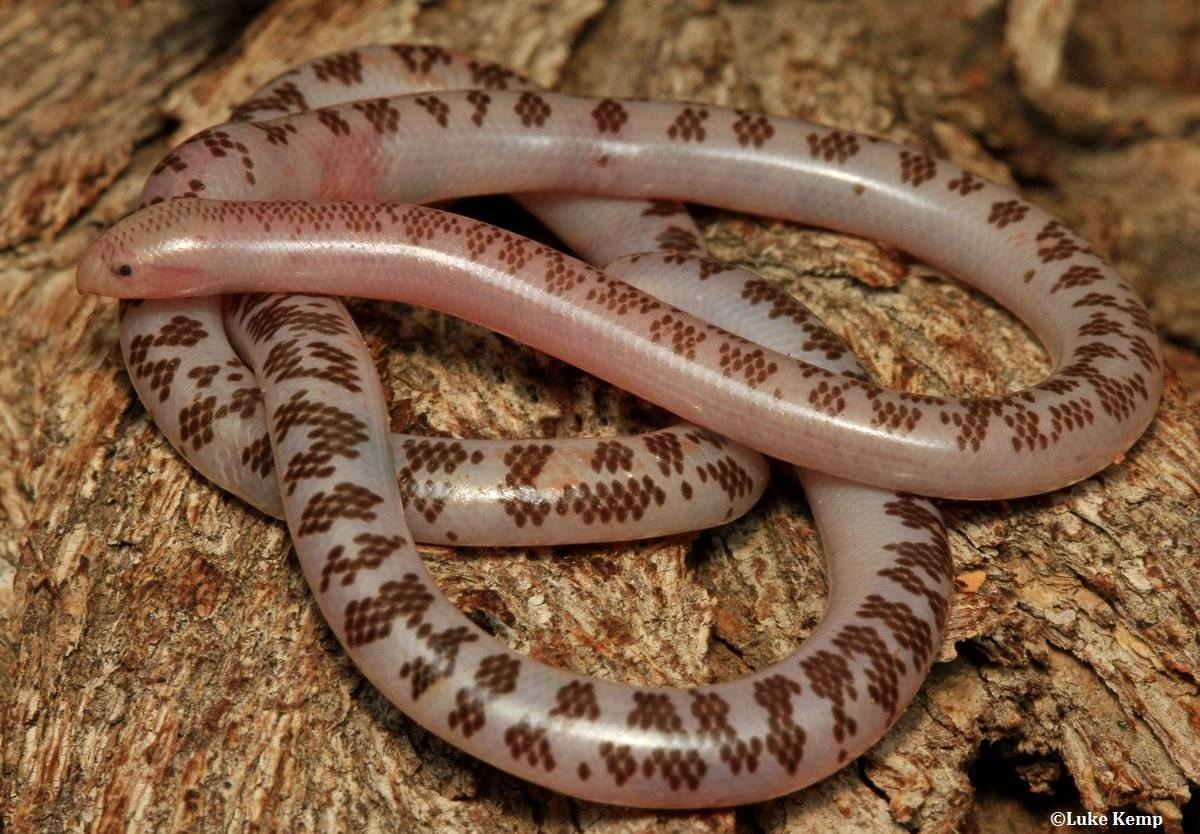
Rhinotyphlops schinzi
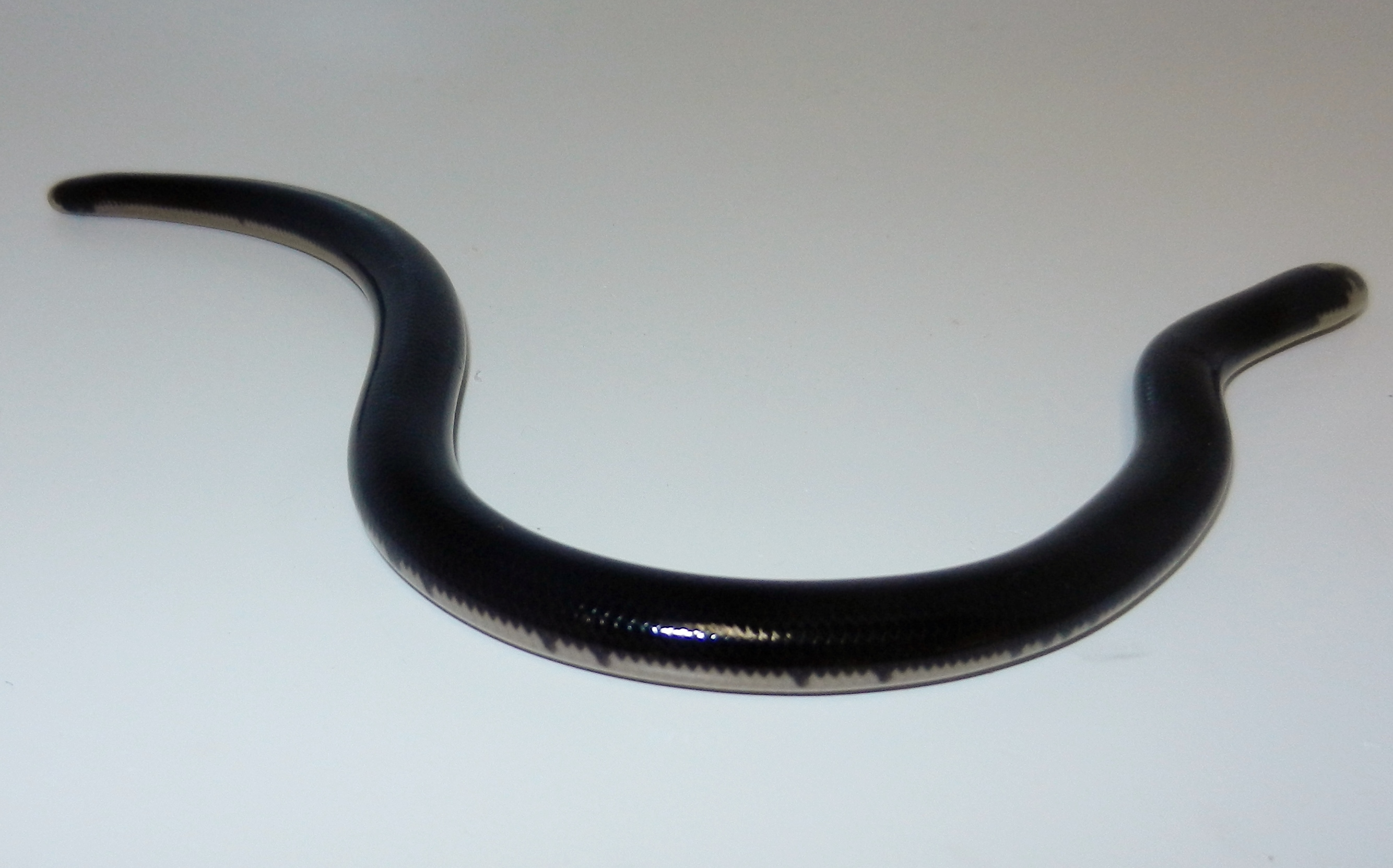
Typhlops reticulatus
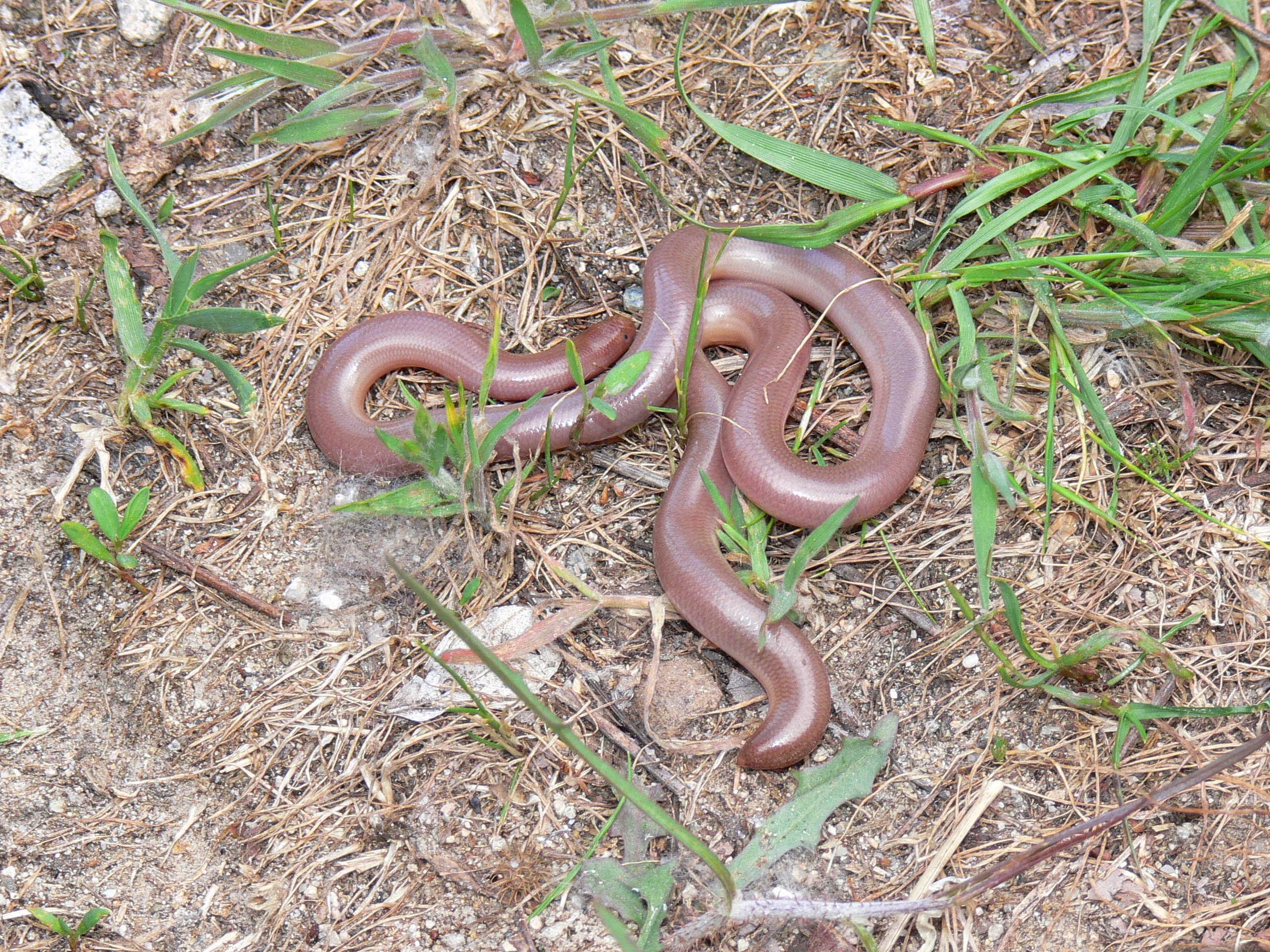
Xerotyphlops vermicularis

## Taxinomie
Cette famille a été révisée en 2014 par Hedges, Marion, Lipp, Marin et Vidal puis Pyron et Wallach.

## Étymologie
Le nom de cette famille, Typhlopidae, vient du grec τυφλσς, « aveugle, sans ouverture », et οψ, « regard, vue », car ces serpents ont de tout petits yeux qui semblent aveugles.

## Publication originale
- Merrem, 1820 : Versuch eines Systems der Amphibien I (Tentamen Systematis Amphibiorum). J. C. Krieger, Marburg, p. 1-191 (texte intégral).